# Oscarre Spadavecchia
Oscarre Spadavecchia (Fiume, 9 maggio 1920 – Fabriano, 11 dicembre 1997) è stato un calciatore italiano, di ruolo attaccante.

## Carriera
Giocò in Serie A con il Liguria. Esordì il 24 settembre 1939 in Napoli-Liguria 3-2, segnando il suo primo gol in serie A al 18' del primo tempo.

## Palmarès

### Club

#### Competizioni nazionali
- Serie C: 1

Messina: 1949-1950